# Dignified
『Dignified』（ディグニファイド）は、日本の歌手・SennaRinのメジャーデビューEP。2022年4月13日にSACRA MUSIC（Sony Music Labels Inc.）より発売。

## 概要
- メジャーデビューEP、且つ自身初のCDリリース。
- CDは、通常盤・初回生産限定盤の2形態で発売された。
- 収録楽曲全7曲の内、4曲がタイアップされている[7]。
- 全作編曲・プロデュースは、澤野弘之が務めている。
- ジャケットはSennaRin本人が描き上げた楽曲ごとの5枚の絵をコラージュしたもので、ジャケット中面には各曲の絵も掲載されている[8]。
  - 初回限定盤には5枚の絵のカードが付属し、ジャケットの着せ替えを楽しめる。
- 3月2日、ティザー映像公開。

## 楽曲説明
1. Dignified-IN
  - インストゥルメンタル
2. BEEP
  - J SPORTS『J SPORTSラグビー』テーマソング[9]
  - 長崎NBCラジオ「MUSIC WOLF」4月エンディング曲[10]
  - FMヨコハマ「Tresen」エンディングテーマ（4月11日週）[11]
  - 2022年3月7日、ミュージック・ビデオが『ラグビー わんだほー! 〜ラグビー情報番組〜』にて初解禁された[12]。
3. melt
  - テレビアニメ『銀河英雄伝説 Die Neue These 激突』テーマソング[13]
  - 3月14日、ミュージック・ビデオが公開[14]。
  - 4月1日、先行配信。
4. Limit-tension
  - 4月15日、Official Audioが公開。
5. dust
  - テレビアニメ『銀河英雄伝説 Die Neue These 激突』主題歌[15]
  - 3月4日、先行配信[16][17]。
  - 同日、ミュージック・ビデオが公開[18]。
6. 証
  - テレビ東京『THE MAKERS ～突破の条件～』テーマソング[19]
  - 4月13日、ミュージック・ビデオが公開。
7. Dignified-OUT
  - インストゥルメンタル

## 収録内容

### 全形態共通
| 全作曲・編曲: 澤野弘之。 |                   |                        |            |      |
| #                        | タイトル          | 作詞                   | 作曲・編曲 | 時間 |
| 1.                       | 「Dignified-IN」  |                        | 澤野弘之   | 1:01 |
| 2.                       | 「BEEP」          | 茜雫凛 cAnON.          | 澤野弘之   | 3:39 |
| 3.                       | 「melt」          | 茜雫凛 cAnON. 澤野弘之 | 澤野弘之   | 4:50 |
| 4.                       | 「Limit-tension」 | 茜雫凛                 | 澤野弘之   | 3:00 |
| 5.                       | 「dust」          | cAnON.                 | 澤野弘之   | 4:11 |
| 6.                       | 「証」            | 茜雫凛                 | 澤野弘之   | 3:27 |
| 7.                       | 「Dignified-OUT」 |                        | 澤野弘之   | 1:08 |
| 合計時間:                | 合計時間:         | 合計時間:              | 21:16      |      |

| #  | タイトル                                       | 作詞 | 作曲・編曲 |
| -- | ---------------------------------------------- | ---- | ---------- |
| 1. | 「melt」(Music Video)                          |      |            |
| 2. | 「BEEP」(Music Video)                          |      |            |
| 3. | 「証」(Music Video)                            |      |            |
| 4. | 「「melt」「BEEP」「証」」(Music Video Making) |      |            |

## パワープレイ・ヘビーローテーション
- M2.BEEP
  - FM FUJI - 4月上期パワープレイ「SOUND FOREST」
  - FM GIFU - 4月度「G-POWER PLAY」
  - FM福井 - 4月度ヘビーローテーション